# VASTA (Fernsehserie)
VASTA war eine deutschsprachige Fernsehserie des Senders VIVA, die wöchentlich montags und freitags ausgestrahlt wurde. Diese Sendung wurde von Nadine Vasta moderiert und handelte von den Erlebnissen der Moderatorin und ihrer Zuschauer. Im März 2010 wurde die Sendung eingestellt.

## Thema

### Die Freitags-Show
Freitags ging es ausschließlich um Nadine Vasta, die ihre Erlebnisse der vergangenen Woche präsentierte. Sie fuhr zum Beispiel mehrmals pro Woche mit ihrer „privaten VASTA-Airline“ in verschiedene deutsche Urlaubsorte, um zu beweisen, dass es auch in Deutschland schöne Ferienziele gibt.

### Die Montags-Show
Montags drehte es sich nur um Zuschauererlebnisse oder Ähnliches. Sie konnten entweder während der Show anrufen, oder auf ihrem Blog per Kommentar berichten und einen Musikwunsch äußern.

## Ablauf der Show

### Die VASTA-Charts
Die Zuschauer konnten auf vasta.tv für ein Lied abstimmen. In jeder Show wurden drei neue Songs genannt, die die Zuschauer dann in die VASTA-Charts wählen konnten.

### Die VASTA-Bank
Die „VASTA-Bank“ war eine Bank mitten in der Stadt von Berlin, auf der Nadine Vasta saß und Personen über bestimmte Themen interviewte.

### Die VASTA-Speech
Hierbei handelte es sich um eine Rede, die Nadine Vasta ebenfalls mitten in der Stadt von Berlin hielt. Diese Reden beinhalteten Themen, die in der vergangenen Woche wichtig waren.

## Die Website
Die Website VASTA.tv war eine interaktive Website, auf der Nadine Vasta tagtäglich online war und über ihre aktuellen Erlebnisse berichtete. Des Weiteren schreibt sie auf diversen Websites, wie Twitter und Facebook. Mit ihrem Smartphone drehte sie Videos und lud diese auf ihrer Website hoch. Auf dieser Website konnten die Zuschauer Kommentare oder Musikwünsche hinterlassen, die vielleicht in der folgenden Sendung genannt wurden.